# Chemnitzer Fußballclub 2003-2004
Questa voce raccoglie le informazioni riguardanti il Chemnitzer Fußballclub nelle competizioni ufficiali della stagione 2003-2004.

## Stagione
Nella stagione 2003-2004 il Chemnitz, allenato da Frank Rohde, concluse il campionato di Regionalliga nord all'11º posto.

## Rosa
| N. |                     | Ruolo | Calciatore        |
| -- | ------------------- | ----- | ----------------- |
| 1  | Germania (bandiera) | P     | Holger Hiemann    |
| 2  | Serbia (bandiera)   | C     | Ifet Taljević     |
| 3  | Germania (bandiera) | D     | Steffen Karl      |
| 4  | Germania (bandiera) | D     | Markus Ahlf       |
| 5  | Germania (bandiera) | C     | Falk Schindler    |
| 6  | Germania (bandiera) | C     | Tomislav Zivic    |
| 7  | Germania (bandiera) | C     | Andreas Biermann  |
| 8  | Germania (bandiera) | C     | Tino Wächtler     |
| 9  | Germania (bandiera) | A     | Krystian Prymula  |
| 10 | Germania (bandiera) | A     | Stefan Meißner    |
| 11 | Germania (bandiera) | D     | Ulf Mehlhorn      |
| 12 | Germania (bandiera) | P     | Sebastian Klömich |
| 13 | Germania (bandiera) | C     | Mario Fillinger   |

| N. |                       | Ruolo | Calciatore       |
| -- | --------------------- | ----- | ---------------- |
| 14 | Germania (bandiera)   | C     | Aleksandar Simic |
| 15 | Germania (bandiera)   | D     | Daniel Göhlert   |
| 16 | Germania (bandiera)   | A     | Sebastian Meyer  |
| 17 | Germania (bandiera)   | C     | Robin Lenk       |
| 18 | Germania (bandiera)   | A     | Sebastian Arzt   |
| 20 | Germania (bandiera)   | P     | Steffen Süßner   |
| 21 | Germania (bandiera)   | A     | Steve Rolleder   |
| 22 | Germania (bandiera)   | D     | Sven Teichmann   |
| 22 | Brasile (bandiera)    | A     | Fábio Pinto      |
| 23 | Germania (bandiera)   | D     | Sascha Gillert   |
| 24 | Germania (bandiera)   | D     | Mike Baumann     |
| 25 | Portogallo (bandiera) | A     | Cláudio Oeiras   |

## Organigramma societario
Area tecnica
- Allenatore: Frank Rohde
- Allenatore in seconda: Hermann Kretschmann
- Preparatore dei portieri:
- Preparatori atletici:
- Analisi video:

## Calciomercato

### Sessione estiva
| Acquisti | Acquisti         | Acquisti          | Acquisti |
| R.       | Nome             | da                | Modalità |
| -------- | ---------------- | ----------------- | -------- |
| A        | Sebastian Arzt   | Zwickau           |          |
| C        | Jens Georgi      | Borea Dresda      |          |
| D        | Steffen Karl     | Lokomotiv Sofia   |          |
| A        | Krystian Prymula | LR Ahlen          |          |
| C        | Falk Schindler   | Amburgo II        |          |
| D        | Sven Teichmann   | Jahn Ratisbona    |          |
| C        | Tino Wächtler    | Dresdner SC       |          |
| C        | Tomislav Zivic   | Hertha Berlino II |          |

| Cessioni | Cessioni         | Cessioni          | Cessioni |
| R.       | Nome             | a                 | Modalità |
| -------- | ---------------- | ----------------- | -------- |
| C        | Martin Chudzik   | Zwickau           |          |
| A        | Ersin Demir      | Augusta           |          |
| C        | Guido Jörres     | GFC Düren         |          |
| A        | Rainer Krieg     | Karlsruhe II      |          |
| A        | Cesar M'Boma     | Bourg-en-Bresse   |          |
| D        | Jan Schmidt      | Lokomotive Lipsia |          |
| C        | Zvetomir Tchipev | Erzgebirge Aue    |          |
| C        | Ingo Walther     | Feucht            |          |
| D        | Rudolf Zedi      | Rot-Weiß Erfurt   |          |

### Sessione invernale
| Acquisti | Acquisti       | Acquisti      | Acquisti |
| R.       | Nome           | da            | Modalità |
| -------- | -------------- | ------------- | -------- |
| A        | Cláudio Oeiras | Espinho       |          |
| C        | Ifet Taljević  | Hansa Rostock |          |

| Cessioni | Cessioni    | Cessioni          | Cessioni |
| R.       | Nome        | a                 | Modalità |
| -------- | ----------- | ----------------- | -------- |
| A        | Ronny König | Kaiserslautern II |          |

## Risultati

### Regionalliga

#### Girone di andata
| Arbitro: | Anklam |

|  |           |                          |
|  | Marcatori | 27’ Meißner 45’ Wächtler |

| Chemnitz 9 agosto 2003, ore 14:00 CEST 2ª giornata | Chemnitz | 0 – 0 referto | Colonia II | Stadion an der Gellertstraße (2 500 spett.)\| Arbitro: \| Späker \| |
| Arbitro:                                           | Späker   |               |            |                                                                     |

| Brema 16 agosto 2003, ore 14:00 CEST 3ª giornata | Werder Brema II | 0 – 0 referto | Chemnitz | Weserstadion - Platz 11 (300 spett.)\| Arbitro: \| Plaggenborg \| |
| Arbitro:                                         | Plaggenborg     |               |          |                                                                   |

| Arbitro: | Fischer |

|                             |           |           |
| Meißner 3’, 30’ Gillert 73’ | Marcatori | 12’ Zoric |

| Arbitro: | Weiner |

|            |           |                         |
| Özkaya 44’ | Marcatori | 58’ Prymula 81’ Gillert |

| Arbitro: | Scheppe |

|  |           |                      |
|  | Marcatori | 16’ Adrion 45’ Grimm |

| Arbitro: | Koch |

|          |           |                      |
| Löbe 89’ | Marcatori | 75’ Meißner 88’ Lenk |

| Arbitro: | Henschel |

|              |           |                       |
| Rolleder 52’ | Marcatori | 38’ Bounoua 53’ Gibbs |

| Arbitro: | Schriever |

|                              |           |  |
| Csik 45’ Wagefeld 89’ (rig.) | Marcatori |  |

| Arbitro: | Grudzinski |

|              |           |                           |
| Rolleder 35’ | Marcatori | 87’ Klemmer 89’ Ebersbach |

| Arbitro: | Winkmann |

|               |           |  |
| Steegmann 17’ | Marcatori |  |

| Arbitro: | Hoyzer |

|               |           |  |
| Schindler 10’ | Marcatori |  |

| Arbitro: | Weber |

|                                                  |           |  |
| Lintjens 2’, 27’ Goldbæk 41’ Koen 50’ Köhler 52’ | Marcatori |  |

| Arbitro: | Kuhl |

|             |           |  |
| Göhlert 62’ | Marcatori |  |

| Arbitro: | Gagelmann |

|             |           |                     |
| Meißner 35’ | Marcatori | 16’ Maaß 83’ Cartus |

| Arbitro: | Weber |

|                       |           |  |
| Büskens 58’ Iyodo 75’ | Marcatori |  |

| Arbitro: | Kemmling |

|  |           |                       |
|  | Marcatori | 35’ Issa 79’ Brzenska |

#### Girone di ritorno
| Arbitro: | Hoyzer |

|             |           |             |
| Göhlert 90’ | Marcatori | 46’ Geißler |

| Arbitro: | Bornhöft |

|         |           |                      |
| Ende 7’ | Marcatori | 29’ Prymula 54’ Arzt |

| Arbitro: | Schempershauwe |

|                     |           |          |
| Oeiras 3’ Simic 85’ | Marcatori | 77’ Kuru |

| Arbitro: | Bornhorst |

|          |           |                                      |
| Beck 57’ | Marcatori | 15’ Meyer 70’ Fillinger 89’ Rolleder |

| Arbitro: | Marks |

|                      |           |  |
| Oeiras 67’ Zivic 74’ | Marcatori |  |

| Arbitro: | Gagelmann |

|             |           |  |
| Sümnich 30’ | Marcatori |  |

| Arbitro: | Gräfe |

|                         |           |  |
| Fillinger 83’ Simic 90’ | Marcatori |  |

| Arbitro: | Lupp |

|          |           |  |
| Boll 75’ | Marcatori |  |

| Arbitro: | Keßler |

|  |           |              |
|  | Marcatori | 45’ Fröhlich |

| Arbitro: | Schempershauwe |

|               |           |                            |
| Ebersbach 84’ | Marcatori | 64’ Schindler 67’ Taljević |

| Chemnitz 24 aprile 2004, ore 14:00 CEST 28ª giornata | Chemnitz | 0 – 0 referto | Amburgo II | Stadion an der Gellertstraße (2 010 spett.)\| Arbitro: \| Fischer \| |
| Arbitro:                                             | Fischer  |               |            |                                                                      |

| Arbitro: | Hagen |

|                              |           |  |
| Teixeira 13’, 38’ Wojcik 64’ | Marcatori |  |

| Arbitro: | Bornhöft |

|               |           |                                             |
| Fillinger 52’ | Marcatori | 47’ (aut.) Göhlert 64’ Koen 72’, 82’ Schoof |

| Arbitro: | Bornhorst |

|            |           |  |
| Gockel 90’ | Marcatori |  |

| Arbitro: | Hoyzer |

|                                                |           |  |
| Devoli 61’ Gerov 67’ (rig.), 82’ Scherning 88’ | Marcatori |  |

| Arbitro: | Anklam |

|  |           |                                                          |
|  | Marcatori | 34’ Iyodo 41’ (rig.), 73’, 79’ Hajnal 46’ Takyi 86’ Koch |

| Arbitro: | Kemmling |

|  |           |                         |
|  | Marcatori | 26’ Meyer 63’ Fillinger |

## Statistiche

### Statistiche di squadra
| Competizione      | Punti | In casa | In casa | In casa | In casa | In casa | In casa | In trasferta | In trasferta | In trasferta | In trasferta | In trasferta | In trasferta | Totale | Totale | Totale | Totale | Totale | Totale | DR  |
| Competizione      | Punti | G       | V       | N       | P       | Gf      | Gs      | G            | V            | N            | P            | Gf           | Gs           | G      | V      | N      | P      | Gf     | Gs     | DR  |
| ----------------- | ----- | ------- | ------- | ------- | ------- | ------- | ------- | ------------ | ------------ | ------------ | ------------ | ------------ | ------------ | ------ | ------ | ------ | ------ | ------ | ------ | --- |
| Regionalliga nord | 43    | 17      | 6       | 3       | 8       | 16      | 24      | 17           | 7            | 1            | 9            | 15           | 25           | 34     | 13     | 4      | 17     | 31     | 49     | -18 |
| Totale            | 43    | 17      | 6       | 3       | 8       | 16      | 24      | 17           | 7            | 1            | 9            | 15           | 25           | 34     | 13     | 4      | 17     | 31     | 49     | -18 |

### Andamento in campionato
| Giornata  | 1 | 2 | 3 | 4 | 5 | 6 | 7 | 8 | 9  | 10 | 11 | 12 | 13 | 14 | 15 | 16 | 17 | 18 | 19 | 20 | 21 | 22 | 23 | 24 | 25 | 26 | 27 | 28 | 29 | 30 | 31 | 32 | 33 | 34 |
| --------- | - | - | - | - | - | - | - | - | -- | -- | -- | -- | -- | -- | -- | -- | -- | -- | -- | -- | -- | -- | -- | -- | -- | -- | -- | -- | -- | -- | -- | -- | -- | -- |
| Luogo     | T | C | T | C | T | C | T | C | T  | C  | T  | C  | T  | C  | C  | T  | C  | C  | T  | C  | T  | C  | T  | C  | T  | C  | T  | C  | T  | C  | T  | T  | C  | T  |
| Risultato | V | N | N | V | V | P | V | P | P  | P  | P  | V  | P  | V  | P  | P  | P  | N  | V  | V  | V  | V  | P  | V  | P  | P  | V  | N  | P  | P  | P  | P  | P  | V  |
| Posizione | 3 | 3 | 7 | 5 | 3 | 5 | 4 | 6 | 11 | 12 | 12 | 11 | 11 | 11 | 11 | 12 | 13 | 12 | 11 | 10 | 7  | 7  | 7  | 7  | 7  | 7  | 7  | 6  | 8  | 8  | 10 | 12 | 14 | 11 |

Legenda:

Luogo: C = Casa; T = Trasferta. Risultato: V = Vittoria; N = Pareggio; P = Sconfitta.

### Statistiche dei giocatori
| M. Ahlf      | 31 | 0 | 5  | 1 |
| S. Arzt      | 10 | 1 | 0  | 0 |
| M. Baumann   | 4  | 0 | 0  | 0 |
| A. Biermann  | 17 | 0 | 6  | 0 |
| M. Fillinger | 14 | 4 | 2  | 0 |
| S. Gillert   | 29 | 2 | 5  | 1 |
| D. Göhlert   | 29 | 2 | 7  | 1 |
| H. Hiemann   | 13 | 0 | 1  | 0 |
| S. Karl      | 31 | 0 | 8  | 0 |
| S. Klömich   | 0  | 0 | 0  | 0 |
| R. König     | 2  | 0 | 0  | 0 |
| R. Lenk      | 8  | 1 | 1  | 0 |
| U. Mehlhorn  | 22 | 0 | 5  | 1 |
| S. Meißner   | 28 | 5 | 11 | 1 |
| S. Meyer     | 17 | 2 | 1  | 0 |
| C. Oeiras    | 11 | 2 | 1  | 0 |
| F. Pinto     | 0  | 0 | 0  | 0 |
| K. Prymula   | 14 | 2 | 2  | 0 |
| S. Rolleder  | 31 | 3 | 5  | 2 |
| F. Schindler | 22 | 2 | 2  | 0 |
| A. Simic     | 16 | 2 | 1  | 0 |
| S. Süßner    | 21 | 0 | 1  | 0 |
| I. Taljević  | 14 | 1 | 5  | 0 |
| S. Teichmann | 19 | 0 | 4  | 1 |
| T. Wächtler  | 30 | 1 | 4  | 0 |
| T. Zivic     | 29 | 1 | 2  | 0 |